# Giuseppe Testa (medico)
Giuseppe Testa (Martina Franca, 30 giugno 1819 – Napoli, 14 dicembre 1894) è stato un medico italiano.

## Biografia
Ha studiato a Napoli dove si è laureato in medicina e chirurgia all'età di 21 anni.
Testa è noto per l'operazione chirurgica sulla gamba di Carlo Filangieri, salvandolo da una gangrena che avrebbe portato ad una amputazione. La sua clinica chirurgica divenne la più importante di Napoli, fu frequentata da molti studenti e nel 1876 divenne professore di chirurgia all'Università di Napoli .
Testa fu membro della "Medical-Surgical Royal Academy".